# دينيس كويد
دينيس كويد (بالإنجليزية: Dennis Quaid)‏ ممثل أمريكي من مواليد 9 أبريل 1954 , ظهر في عدة أفلام مثل الهروب والرجال الحقيقيون وإتجار ومعركة ألامو .

## مواقع خارجية
- دينيس كويد على موقع IMDb (الإنجليزية)
- دينيس كويد على موقع روتن توميتوز (الإنجليزية)
- دينيس كويد على موقع مونزينجر (الألمانية)
- دينيس كويد على موقع ألو سيني (الفرنسية)
- دينيس كويد على موقع ميوزك برينز (الإنجليزية)
- دينيس كويد على موقع تيرنر كلاسيك موفيز (الإنجليزية)
- دينيس كويد على موقع أول موفي (الإنجليزية)
- دينيس كويد على موقع بوكس أوفيس موجو (الإنجليزية)
- دينيس كويد على موقع قاعدة بيانات الأفلام السويدية (السويدية)
- دينيس كويد على موقع إن إن دي بي (الإنجليزية)